# Пак Соджун
Пак Соджун (кор. 박서준), настоящее имя Пак Ёнгю (кор. 박용규, род. 16 декабря 1988, Сеул) — южнокорейский актёр. Известен по ролям в дорамах «Убей меня, исцели меня» (2015), «Она была красивой» (2015), «Хваран: Начало» (2016—2017) и «Прорвёмся!» (2017), «Что случилось с секретарём Ким?» (2018), «Итэвон Класс» (2020).

## Биография
Пак Соджун родился 16 декабря 1988 года в Сеуле, Республика Корея. Является самым старшим из трёх братьев.
До старшей школы играл в бейсбол, но настоящей его мечтой была карьера актёра.
Стать актёром Пак решает в первый год старшей школы, его родители поддерживают выбор сына. Внешние данные (в частности — высокий рост) позволяли Соджуну избрать карьеру модели, однако он действует иначе. После окончания старшей школы Пак, взяв инициативу в свои руки, поступает в Сеульский институт искусств, где в течение первого года начинает изучать актёрское мастерство.
С мая 2008 по май 2010 года проходил обязательную военную службу в армии Республики Корея, вместе со своими друзьями.
В интервью Соджун выражает особенную привязанность к своей племяннице, маленькой дочке младшего брата Пака. По словам актёра, дети всегда усиливают связь с семьей и заставляют задуматься о создании собственной. Однако в настоящее время работа для него важнее личной жизни. Играя ярких и эмоциональных персонажей на экране, в обычной жизни Соджун остаётся замкнутым и малообщительным, даже в обществе своих друзей.

## Карьера
В 2011 году менеджер Соджуна познакомил его с Пэ Ёнджуном — актёром и генеральным директором агентства KeyEast Entertainment. Уже во время первой встречи Ёнджун и Соджун обсуждали предстоящий контракт. Позднее Соджун подписал контракт с KeyEast и начал свою актёрскую деятельность. В декабре того же года состоялся его дебют в спортивном фильме «Идеальная игра», где он исполнил второстепенную роль. Однако ещё за несколько месяцев до премьеры фильма Соджун появился на телевидении в видеоклипе на дебютный сингл Пан Ён Гука из группы B.A.P «I remember», записанный совместно с Ян Ёсобом из Beast.
В январе 2012 года началась трансляция музыкального сериала «Одержимые мечтой 2». Соджун, наряду с профессиональными музыкантами (JB и Junior из GOT7, Чон Джин Ун из 2AM, Пак Чиён из T-ara, Хёрин из Sistar и Ailee), исполнил в нём одну из главных ролей — участника группы I:DN Си У. В сериале Соджун показал себя не только как хороший актёр, но и раскрыл ещё одну грань своего таланта, записав совместно с JB OST «New Dreaming». В целом, сериал был принят зрителями весьма неплохо, однако ему не удалось превзойти отметку в 10 %. В августе того же года стартовал показ ещё одного сериала с участием Со Чжуна. В многосерийном комедийном сериале «Дом вверх дном» он сыграл второстепенную роль сотрудника «E Coffee».
В 2013 году Соджун снялся в серии «Спящая ведьма» еженедельного одноактного сериала «Drama Festival» и в сериалах «Одно тёплое слово» и «Я призываю тебя, золото!». Роль в последнем принесла ему его первую награду на 6-й церемонии награждения Korea Drama Awards в номинации «Лучший новый актёр». В октябре 2013 года Соджун и Юн Бора из Sistar стали соведущими телевизионного музыкального чарта «Music Bank».
В 2014 году Соджун появился камео в сериале «Мама» и исполнил главную роль в сериале «Любовь ведьмы», снятом на основе популярного тайваньского сериала «My Queen». История о Чиён (Ом Джонхва) — женщине «под 40», отдающей всю себя работе, за что и получившей от коллег прозвище «ведьма», и Донха (Соджун) — молодом парне, оставившем свои желания и стремления в прошлом, транслировалась на одном из кабельных каналов. Рейтинг некоторых серий приближался к отметке в 2 %, что для кабельного телевидения считается более чем высоким. Также к сериалу «Любовь ведьмы» Со Джун исполнил OST «Come into My Heart». В том же году он принял участие в популярной развлекательной программе «Running Man» (184 и 198 эп.) и выступил в качестве ведущего на церемонии вручения наград 2014 SBS Drama Awards, где он также стал победителем в номинации «Новая звезда» (за сериал «Одно тёплое слово»). Свою вторую и последнюю награду в 2014 году он получил на премии 7th Herald Donga Lifestyle Awards в номинации «Лучший стиль года».
В январе 2015 года в эфир вышел сериал «Убей меня, исцели меня», OST «Letting You Go», к которому исполнил Соджун. В сериале он также сыграл роль одного из близнецов — О Риона. Его младшую сестру-близнеца О Риджин сыграла актриса Хван Джоным. Рион с виду простой и чудаковатый, на самом деле является автором серии популярных книг. Истории, описанные в них, тесно связаны не только с прошлым его и Ри Джин, но и с наследником крупной компании Чха До Ёном (Чи Сон), тайным психотерапевтом которого становится Ри Джин. Сериал стартовал с 20-го места и несколько раз попадал в топ-10 транслируемых сериалов, однако всё же не смог удержаться в десятке лучших и завершился на 13-й позиции. Средний рейтинг «Убей меня, исцели меня» составил 10 %. Вскоре после окончания сериала, в апреле 2015 года, Соджун и Бора покинули пост ведущих «Music Bank», передав его следующей паре ведущих.
После длительного перерыва в четыре месяца, в мае 2015 Соджун вернулся на большие экраны в фильме «Хроники зла», где он сыграл молодого детектива Чха Донджэ. Главе его отдела Чхве Чхансику (Сон Хёнджу) поручено дело об убийстве таксиста, которого нашли подвешенным на строительном кране. Пока полиция расследует преступление, Чхансик делает всё, чтобы направить следствие по ложному следу. Вот только Дон Чжэ с самого начала замечает, что Чхансик ведёт себя слишком странно, и находит доказательства, подтверждающие его причастность к убийству. В первые 4 дня после премьеры фильма его сборы составили почти 6,5 млн долларов США. Всего же «Хроники зла» собрали в прокате более 14 млн долларов США.
В августе на большие экраны вышел ещё один фильм с участием Соджун — «Внутренняя красота». Уджин — молодой человек, который каждое утро просыпается совершенно другим человеком. В буквальном смысле. Он может проснуться ребёнком или стариком, мужчиной или женщиной, корейцем или иностранцем. Он научился жить с этим, пока однажды не встречает Ису (Хан Хёджу). Уджин влюбляется в неё, но сможет ли Ису полюбить настоящего Уджина? Роли Уджина, помимо, Соджуна, исполнили такие актёры, как Пак Синхе, Ли Бомсу, Ли Хёну, Ю Ёнсок и др. Романтическая комедия «Внутренняя красота» была представлена не только на родине, но и за границей. В сентябре 2015 года фильм вышел в кинотеатрах США. Кроме этого, права на его показ были проданы 11 странам Азии. В Корее фильм принёс Соджуну победу на премии 36th Blue Dragon Film Awards в номинации «Популярная звезда».
В сентябре началась трансляция сериала «Она была красивой», в котором Соджун вновь сыграл в тандеме с Хван Джоным. К сериалу он также записал OST «Long Way». Персонаж Соджуна Сонджун — самый молодой заместитель главного редактора. Он обладает скверным характером, но блестящий работник. Единственное, что может ему помешать — это дождь. Из-за трагических воспоминаний в дождливую погоду он не в состоянии нормально выполнять свою работу. Так было до тех пор, пока он не встретил Хёджин (Хван Джоным). Он влюбляется в неё, даже не осознавая, что в детстве Хёджин была его первой любовью и лучшим другом. «Она была красивой» стартовала весьма неуверенно с отметки в 4,9 %, но быстро завоевывала все больше зрительской любви, и в итоге рейтинг заключительной серии составил 15 %.
Помимо съёмок в сериалах и фильмах, в 2015 году Соджун вновь принял участие в программе «Running Man» (246 и 263 эп.). А на премии 2015 Fashionista Awards он стал обладателем награды в номинации «First prize — Best Male Fashionista (TV)».

## Фильмография

### Дорамы
| Год         | Телеканал | Название                       | Оригинальное название | Роль                      |
| ----------- | --------- | ------------------------------ | --------------------- | ------------------------- |
| 2012        | KBS2      | Одержимые мечтой 2             | 드림하이 2            | Си У                      |
| 2012 - 2013 | KBS2      | Несносная семейка              | 패밀리                | Чха Соджун                |
| 2013        | MBC       | Я призываю тебя, золото!       | 금 나와라, 뚝딱!      | Пак Хёнтхэ                |
| 2013        | MBC       | Спящая ведьма                  | 잠자는 숲속의 마녀    | Ким Хим Чхан              |
| 2013        | SBS       | Одно тёплое слово              | 따뜻한 말 한마디      | Сон Минсу                 |
| 2014        | tvN       | Роман Ведьмы                   | 마녀의 연애           | Юн Донха                  |
| 2014        | MBC       | Бесстрашная мама               | 마마                  | взрослый Хан Гыру (камео) |
| 2015        | MBC       | Убей меня, исцели меня         | 킬미, 힐미            | О Рион                    |
| 2015        | MBC       | Она была красивой              | 그녀는 예뻤다         | Чи Сонджун                |
| 2016 - 2017 | KBS2      | Хваран: Начало                 | 화랑: 더 비기닝       | Мумён / Ким Сону          |
| 2017        | KBS2      | Прорвёмся!                     | 쌈 마이웨이           | Ко Донман                 |
| 2018        | tvN       | Что случилось с секретарём Ким | 김비서가 왜 그럴까    | Ли Енджун                 |
| 2020        | JTBC      | Итэвон Класс                   | 이태원 클라쓰         | Пак Серой                 |
| 2020        | tvN       | Записки юности                 | 청춘기록              | Сон Минсу (камео)         |
| 2023        | Netflix   | Существо Кёнсона               | 경성 크리처           | Чан Тэсан                 |
| 2024        | Netflix   | Существо Кёнсона 2             | 경성 크리처 2         | Чан Тэсан                 |

### Фильмы
| Год  | Название                  | Оригинальное название | Роль                    |
| ---- | ------------------------- | --------------------- | ----------------------- |
| 2011 | Однажды весной            | 봄날                  | (камео)                 |
| 2011 | Отличная игра             | 퍼펙트 게임           | Чхиль Гу                |
| 2015 | Хроники зла               | 악의 연대기           | Чха Дон Чжэ             |
| 2015 | Внутренняя красота        | 뷰티 인사이드         | У Чжин                  |
| 2017 | Реальность                | 리얼                  | (камео)                 |
| 2017 | Молодые копы              | 청년경찰              | Пак Ки Чжун             |
| 2018 | Быть с тобой              | 지금 만나러 갑니다    | взрослый Джи Хо (камео) |
| 2019 | Божественная ярость       | 사자                  | Ён Хо                   |
| 2019 | Паразиты                  | 기생충                | Мин Хёк                 |
| 2023 | Капитан Марвел 2          | The Marvels           | принц Ян                |
| 2023 | Выжившие. Бетонная утопия | 콘크리트 유토피아     | Минсон                  |

### Телешоу
| Год       | Телеканал | Название                  | Оригинальное название | Примечание                                           |
| --------- | --------- | ------------------------- | --------------------- | ---------------------------------------------------- |
| 2013      | MBC       | Я живу один               | 나 혼자 산다          | гость (17) с Ким Кван Гю                             |
| 2013—2015 | KBS2      | Музыкальный Банк          | 뮤직뱅크              | ведущий с Юн Бора (720—783)                          |
| 2014      | SBS       | Бегущий человек           | 런닝맨                | гость (184)                                          |
| 2014      | SBS       | Бегущий человек           | 런닝맨                | гость (198)                                          |
| 2014      | tvN       | Такси                     | TAXI                  | гость (331)                                          |
| 2014      |           | Библиотека любви          | 착한 도서관           | видео                                                |
| 2014      | SBS       | SBS Drama Awards          | 2014 SBS 연기대상     | ведущий c Пак Синхе, Ли Хви Чжэ                      |
| 2015      | SBS       | Бегущий человек           | 런닝맨                | гость (246)                                          |
| 2015      | SBS       | Бегущий человек           | 런닝맨                | гость (263)                                          |
| 2015      | MBC       | Шоу Рубрика               | 섹션TV 연예통신       | (12.07)                                              |
| 2015      | MBC       | Шоу Рубрика               | 섹션TV 연예통신       | (20.09)                                              |
| 2015      | MBC       | Шоу Рубрика               | 섹션TV 연예통신       | (08.11)                                              |
| 2015      | MBC       | Я живу один               | 나 혼자 산다          | гость (130) с Хван Сок Чжон                          |
| 2015      | KBS2      | Звёздное свидание         | Star Date             | гость                                                |
| 2015      | SBS       | Ночное развлекательное ТВ | 한밤의 TV연예         | (16.12)                                              |
| 2016      | KBS2      | 1 ночь 2 дня (3 сезон)    | 1박 2일               | гость (155—156) с Пак Хён Сик (ZE:A), Минхо (SHINee) |
| 2016      | KBS2      | Entertainment Weekly      | 연예가중계            | гость с Пак Хён Сик, Го Ара                          |
| 2016      | KBS2      | Набросок Ю Хи Ёля         | 유희열의 스케치북     | гость (341) с Хёрин (SISTAR)                         |
| 2016      | MBC       | Шоу Рубрика               | 섹션TV 연예통신       | (07.02)                                              |
| 2016      | SBS       | Бегущий человек           | 런닝맨                | гость (295)                                          |
| 2017      | SBS       | Бегущий человек           | 런닝맨                | гость (362)                                          |
| 2017      | SBS       | Night of TV Entertainment | 한밤 의 TV 연예       | гость с Кан Ханыль                                   |
| 2017      | KBS2      | Entertainment Weekly      | 연예가중계            | гость с Кан Ханыль                                   |
| 2017      | TVB       | DoDo Goes Shopping        | Do姐再Shopping        | гость                                                |
| 2018      | tvN       | Кухня Юна                 | 윤식당                | участник                                             |

### Радиопрограммы
| Год  | Телеканал    | Название          | Оригинальное название | Примечание       |
| ---- | ------------ | ----------------- | --------------------- | ---------------- |
| 2013 | KBS Cool FM  | Радио Поцелуй     | 키스 더 라디오        | DJ               |
| 2015 | KBS Cool FM  | Музыкальное шоу   | 문희준의 뮤직쇼       | телефонная линия |
| 2017 | SBS Power FM | Двухчасовой побег | 두시탈출 컬투쇼       | гость            |
| 2017 | SBS Power FM | Cine Town         | 박선영의 씨네타운     | гость            |

### Участие в музыкальных клипах
| Год  | Название песни                  | Исполнитель                 |
| ---- | ------------------------------- | --------------------------- |
| 2011 | «I Remember» муз. видео         | Пан Ён Гук (feat. Ян Ё Соп) |
| 2014 | «One Two Three Four» муз. видео | The One                     |
| 2017 | «Dream All Day» муз. видео      | Ким Джису                   |
| 2021 | «GYOPO HAIRSTYLE» муз. видео    | Peakboy                     |

## Дискография
| Год  | Название песни                  | Альбом                             |
| ---- | ------------------------------- | ---------------------------------- |
| 2012 | «New Dreaming» муз. видео       | Одержимые мечтой 2 OST (дуэт с JB) |
| 2014 | «Come into My Heart» муз. видео | Роман Ведьмы OST                   |
| 2015 | «Letting You Go» муз. видео     | Убей меня, исцели меня OST         |
| 2015 | «Long Way» муз. видео           | Она была красивой OST              |
| 2017 | «Our Tears» муз. видео          | Хваран: Начало OST                 |
| 2018 | «You in my arms» муз. видео     | Что случилось с секретарём Ким?    |

## Общественная деятельность
| Год       | Деятельность | Примечание |
| --------- | --- | ---------- |
| 2013      | Вместе с Пэк Чинхи и Ким Хёнджун участвовал в кампании бесплатной рекламы общественных услуг и передачи идеи любви к земле. |            |
| 2014      | Принимал участие в волонтерской деятельности «Библиотека любви», организованной Цинчжоунской школой для слепых, и вместе с другими добровольцами помогал в выставлении книг в библиотеке.                                                  | [ 23 ]     |
| 2014      | Принимал участие в кампания «Счастливый миллион». | [ 24 ]     |
| 2015      | Вместе с Хван Джоным участвовал в благотворительном фонде помощи детям с тяжелыми заболеваниями. |            |
| 2016      | Посол по продвижению выставки «Ван Гог внутри: фестиваль света и музыки». | [ 25 ]     |
| 2017      | Участвовал в кампании по продвижению президентских выборов «0509 rose project». Совместно с другими артистами выпустили короткометражный фильм и плакаты для президентских выборов в Корее, чтобы побудить избирателей активно голосовать. | [ 26 ]     |
| 2017      | Пожертвовал 2460 кг риса в Армию Спасения «Charity Pot» и признался в любви к благотворительности. Пожертвованный рис передан нуждающимся через Центральный Комитет Армии Спасения.                                                        |            |
| 2017—2018 | Посол Всемирного фонда дикой природы (WWF) | [ 27 ]     |
| 2018      | Domino’s Pizza, совместно с Пак Соджуном, пожертвовали 100 миллионов вон в «Фонд Надежды» больницы Samsung в Сеуле для лечения заболеваний у маленьких детей и молодых пациентов.                                                          |            |

## Реклама
| Год       | Название компании            | Наименование                          | Вид                             | Модели                             |
| --------- | ---------------------------- | ------------------------------------- | ------------------------------- | ---------------------------------- |
| 2013      | KT Corporation               | Olleh All-IP 2x section               | Мобильная связь                 | Хан Чжин Хи, Гым Бора              |
| 2014      | SHINSUNG TRADING CO., LTD    | UNIONBAY                              | Повседневная одежда             | Ким Со Хён, Ли Хён У               |
| 2014      | Bayer HealthCare             | Redoxon                               | Витамин С                       | Ом Чжон Хва                        |
| 2015      | Wolbi Corporation            | EVISU                                 | Марка джинсов                   | Соль Бин                           |
| 2015—2016 | SG Global Products Co., Ltd. | Basso Homme                           | Мужские костюмы                 |                                    |
| 2015—2016 | Hyungji                      | North Cape                            | Уличная спортивная одежда       | с Ха Чжи Вон                       |
| 2015—2016 | Yuhan-Kimberly               | Good feeling good cotton              | Гигиенические салфетки          | [ 28 ]                             |
| 2016      | In-Dong Foodis               | And-up Cafe 300                       | & UPCAFE Кофе                   |                                    |
| 2016      | In-Dong Foodis               | Foodis Greek Yogurt                   | Греческий йогурт                |                                    |
| 2016      | Sperry Korea                 | Sperry                                | Спортивная обувь                |                                    |
| 2016—2017 | THE OOZOO                    | OOZOO                                 | Косметические маски для лица    |                                    |
| 2016—2017 | Esquire                      | ESQUIRE                               | Модная обувь                    | Чи Соён                            |
| 2017      | Tommy Hilfiger Korea         | Tommy Hilfiger Men’s line             | Мужская одежда                  |                                    |
| 2017      | Lotte Chilsung Beverage      | It is Chilseongsa                     | Газированные напитки Seven Star | Ан Сольбин                         |
| 2017—н.в. | LF Corporation               | Jill Stuart Sports                    | Спортивная одежда               |                                    |
| 2017—н.в. | SHINSUNG TRADING CO., LTD    | ZIOZIA                                | Мужские костюмы                 |                                    |
| 2018      | KT Corporation               | Pyeongchang 5G Olympic Performance    | Мобильная связь                 |                                    |
| 2018      | AmorePacific Corporation     | AMOREPACIFIC pretty beautiful ~ month | Рекламная кампания              | Пак Синхе, Ким Со Хён, Чо Джон Сок |
| 2018—н.в. | AmorePacific Corporation     | Laneez homme                          | Косметика                       | Ли Сонгён                          |
| 2018—н.в. | AmorePacific Corporation     | Lu                                    | Шампунь                         | Пак Синхе                          |
| 2018—н.в. | HITEJINRO CO.,LTD.           | Max                                   | Пиво                            | Ли Соджин                          |
| 2018—н.в. | HITEJINRO CO.,LTD.           | Fir                                   | Shōchū                          | IU (певица)                        |
| 2018—н.в. | Tolerance Korea              | tolerance                             | Молочный кофе                   |                                    |
| 2018—н.в. | HotelSucombein Co., Ltd.     | Hotel combine                         | Мобильное приложение            |                                    |
| 2018—н.в. | Woongjin Group               | Woongjin Rental                       | Бытовая техника                 |                                    |
| 2018—н.в. | Montblanc                    | Montblanc                             | Часы, рюкзаки                   |                                    |
| 2018—н.в. | CJ CheilJedang Corporation   | BIBIGO пибимпап, кимчи, пельмени      | Домашняя еда                    | Ким Пёнок                          |
| 2018—н.в. | Korea Domino Pizza Co., Ltd. | Domino’s Pizza                        | Сеть магазинов пиццы            | Park Na (18 winter season)         |
| 2018—н.в. | KB Kookmin Card Co., Ltd.    | KB Kookmin Card                       | Кредитная карта                 |                                    |
| 2018—н.в. | SHINSEGAE GROUP              | SHINSEGAE DUTY FREE                   | Магазин беспошлинной торговли   | Хан Хёджу                          |

## Награды и номинации
| Год  | Награда                                        | Категория                                                      | Номинированная работа                     | Результат | Ссылка        |
| ---- | ---------------------------------------------- | -------------------------------------------------------------- | ----------------------------------------- | --------- | ------------- |
| 2013 | 6th Korea Drama Awards                         | Лучший новый актёр                                             | Я призываю тебя, золото!                  | Победа    | [ 29 ]        |
| 2013 | 2nd APAN Star Awards                           | Лучший новый актёр                                             | Я призываю тебя, золото!                  | Номинация |               |
| 2013 | 32nd MBC Drama Awards                          | Лучший новый актёр                                             | Я призываю тебя, золото!                  | Номинация |               |
| 2013 | 32nd MBC Drama Awards                          | Лучшая пара с Пэк Джинхи                                       | Я призываю тебя, золото!                  | Номинация |               |
| 2014 | 50th Baeksang Arts Awards                      | Лучший новый актёр (TV)                                        | Одно тёплое слово                         | Номинация |               |
| 2014 | 7th Herald Donga Lifestyle Awards              | Лучший стиль года                                              | н/д                                       | Победа    | [ 30 ]        |
| 2014 | 22nd SBS Drama Awards                          | Новая звезда                                                   | Одно тёплое слово                         | Победа    | [ 31 ]        |
| 2014 | 22nd SBS Drama Awards                          | Лучшая пара с Хан Гру                                          | Одно тёплое слово                         | Номинация |               |
| 2015 | 51st Baeksang Arts Awards                      | Наиболее популярный актёр (TV)                                 | Убей меня, исцели меня                    | Номинация |               |
| 2015 | 52nd Grand Bell Awards                         | Лучший новый актёр                                             | Хроники зла                               | Номинация |               |
| 2015 | 36th Blue Dragon Film Awards                   | Лучший новый актёр                                             | Хроники зла                               | Номинация |               |
| 2015 | 36th Blue Dragon Film Awards                   | Премия «Популярная звезда»                                     | Хроники зла                               | Победа    | [ 32 ]        |
| 2015 | 4th APAN Star Awards                           | Награда за выдающиеся достижения, Актёр мини-сериала           | Убей меня, исцели меня, Она была красивой | Номинация |               |
| 2015 | 1st Fashionista Awards                         | Best Fashion in TV                                             | Она была красивой                         | Победа    | [ 33 ]        |
| 2015 | One Night Surprise Awards                      | Берегись, он заставит твоё сердце биться                       | н/д                                       | Победа    |               |
| 2015 | 34th MBC Drama Awards                          | Награда за выдающиеся достижения, Актёр мини-сериала           | Убей меня, исцели меня, Она была красивой | Победа    | [ 34 ]        |
| 2015 | 34th MBC Drama Awards                          | Премия «Топ 10 звёзд»                                          | Убей меня, исцели меня, Она была красивой | Победа    | [ 35 ]        |
| 2015 | 34th MBC Drama Awards                          | Премия за популярность, Актёр                                  | Убей меня, исцели меня, Она была красивой | Победа    | [ 35 ]        |
| 2015 | 34th MBC Drama Awards                          | Лучшая пара с Чи Соном                                         | Убей меня, исцели меня                    | Победа    | [ 34 ]        |
| 2015 | 34th MBC Drama Awards                          | Лучшая пара с Хван Джоным                                      | Она была красивой                         | Номинация |               |
| 2016 | InStyle Star Icon                              | Лучший актёр (Дорама)                                          | Убей меня, исцели меня, Она была красивой | Номинация |               |
| 2016 | 8th Style Icon Awards                          | Икона Стиля                                                    | н/д                                       | Номинация |               |
| 2016 | 11th Max Movie Awards                          | Лучший новый актёр                                             | Хроники зла                               | Номинация |               |
| 2016 | 21st Chunsa Film Art Awards                    | Лучший новый актёр                                             | Хроники зла                               | Номинация |               |
| 2016 | 52nd Baeksang Arts Awards                      | Премия за Актёрское Мастерство                                 | Хроники зла                               | Номинация |               |
| 2016 | 52nd Baeksang Arts Awards                      | Награда за популярность, Актёр фильма                          | Хроники зла                               | Номинация |               |
| 2016 | 52nd Baeksang Arts Awards                      | Награда за популярность, Актёр драмы                           | Она была красивой                         | Номинация |               |
| 2016 | 52nd Baeksang Arts Awards                      | Звезда iQiyi                                                   | н/д                                       | Номинация |               |
| 2016 | 1st tvN10 Awards                               | Romantic-Comedy King                                           | Роман ведьмы                              | Номинация |               |
| 2017 | 26th Buil Film Awards                          | Лучший новый актёр                                             | Молодые копы                              | Номинация |               |
| 2017 | 54th Grand Bell Awards                         | Лучший новый актёр                                             | Молодые копы                              | Победа    | [ 36 ]        |
| 2017 | 37th Korean Association of Film Critics Awards | Лучший новый актёр                                             | Молодые копы                              | Победа    | [ 37 ]        |
| 2017 | 1st The Seoul Awards                           | Лучший новый актёр (Фильм)                                     | Молодые копы                              | Номинация | [ 38 ]        |
| 2017 | 2nd Asia Artist Awards                         | Сказочная награда                                              | Прорвёмся!                                | Победа    | [ 39 ]        |
| 2017 | 2nd Asia Artist Awards                         | Лучшая звезда                                                  | Прорвёмся!                                | Победа    | [ 39 ]        |
| 2017 | 6th Korea Film Actors Association Awards       | Премия «Популярная звезда»                                     | Молодые копы                              | Победа    | [ 40 ] [ 41 ] |
| 2017 | 31th KBS Drama Awards                          | Награда за выдающиеся достижения, Актёр                        | Хваран: Начало, Прорвёмся!                | Номинация | [ 42 ]        |
| 2017 | 31th KBS Drama Awards                          | Премия за совершенство, Актёр дорамы средней продолжительности | Хваран: Начало                            | Номинация | [ 42 ]        |
| 2017 | 31th KBS Drama Awards                          | Награда за выдающиеся достижения, Актёр мини-сериала           | Прорвёмся!                                | Победа    | [ 42 ]        |
| 2017 | 31th KBS Drama Awards                          | Награда интернет-пользователей — Мужчина                       | Прорвёмся!                                | Победа    | [ 42 ]        |
| 2017 | 31th KBS Drama Awards                          | Лучшая пара с Ким Дживон                                       | Прорвёмся!                                | Победа    | [ 42 ]        |
| 2018 | 54nd Baeksang Arts Awards                      | Лучший актёр (TV)                                              | Прорвёмся!                                | Номинация | [ 43 ]        |
| 2018 | KBS World Global Fan Awards                    | Лучшая пара с Ким Дживон                                       | Прорвёмся!                                | Победа    | [ 44 ]        |
| 2018 | 13th Seoul International Drama Awards          | Выдающийся корейский актёр                                     | Прорвёмся!                                | Победа    | [ 45 ]        |
| 2018 | 9th Korea Film Reporters Association Awards    | Лучший новый актёр                                             | Молодые копы                              | Победа    | [ 46 ]        |
| 2018 | 23rd Chunsa Film Art Awards                    | Лучший новый актёр                                             | Молодые копы                              | Номинация | [ 47 ]        |
| 2018 | 11th Korea Drama Awards                        | Награда за выдающиеся достижения, Актёр                        | Что случилось с секретарем Ким?           | Номинация | [ 48 ]        |
| 2018 | 6th APAN Star Awards                           | Награда за выдающиеся достижения, Актёр мини-сериала           | Что случилось с секретарем Ким?           | Победа    | [ 49 ]        |
| 2018 | 6th APAN Star Awards                           | K-Star Award                                                   | Что случилось с секретарем Ким?           | Номинация | [ 50 ]        |
| 2018 | 2018 Cosmo Beauty Awards                       | Annual Shining Beauty Idol                                     | н/д                                       | Победа    | [ 51 ]        |
| 2018 | 8th Korea Tourism Awards                       | Специальная награда за заслуги                                 | н/д                                       | Победа    | [ 52 ]        |
| 2019 | 13th Asian Film Awards                         | AFA Rising Star Award                                          | н/д                                       | Победа    | [ 53 ]        |